# La vita davanti a sé
La vita davanti a sé (titolo originale: La vie devant soi) è un romanzo dello scrittore francese Romain Gary, scritto sotto lo pseudonimo di Émile Ajar.
Pubblicato il 14 settembre 1975 da Mercure de France, ha ottenuto il premio Goncourt nello stesso anno, malgrado Gary avesse già vinto lo stesso premio quasi vent'anni prima con Le radici del cielo.

## Trama
Momò è un bambino che viene cresciuto da Madame Rosa in un appartamento al sesto piano di un palazzo nel quartiere multietnico di Belleville, a Parigi. La donna, un'anziana ebrea reduce da Auschwitz, si occupa di crescere i figli di prostitute che per legge non possono tenere con sé. Momò sembra un caso a parte: proviene da una famiglia musulmana, sua madre, a differenza delle altre, non si presenta mai e circa la sua origine sembra che tutti intorno a lui mantengano il mistero. Tutti i mesi Madame Rosa riceve un vaglia per il suo mantenimento.
Affamato di sentimenti, Momò si affeziona a un cagnolino trovatello che chiama Super, che poi cede a una facoltosa signora per evitare che anche lui viva nella precarietà della casa. Tra i frequentatori abituali di Madame Rosa c'è il nigeriano Monsieur N'Da Amédée, protettore di prostitute, analfabeta, che viene a farsi scrivere lettere da inviare ai genitori in Africa, nelle quali millanta imprese roboanti e ricchezze strabilianti. Verso i dieci anni Momò si rende conto che Madame Rosa sta invecchiando e che i sei piani da salire ogni giorno potrebbero risultarle fatali con i suoi 95 chili di peso. Gli altri bambini da lungo tempo in casa, il nero Banania e il piccolo Moïse, vengono adottati da nuovi genitori. Un giorno al circo, luogo dove gli piaceva andare per vedere i pagliacci, Momò viene notato da una bella ragazza, che, dopo avergli fatto dei complimenti per i suoi occhi, si allontana. Momò la segue fino a casa.
Qualche tempo dopo la incontra per caso e la segue di nuovo in un edificio dove la giovane, Nadine, lavora come doppiatrice di film. Momò ha già visto che la donna ha due figli e questo limita la sua speranza di essere adottato da lei. Intanto la salute di Madame Rosa peggiora; le prostitute non le lasciano più i bambini perché è quasi immobilizzata a letto, il dottor Katz dice a Momò che l'anziana donna è grave, anche se non ha il cancro da lei temuto. Momò è combattuto fra il timore per la propria sorte (potrebbe essere affidato all'aborrita assistenza pubblica) e il dolore per la precaria condizione in cui versa l'unica figura materna che abbia mai avuto. La solidarietà degli inquilini si mobilita: un gruppo di neri africani si reca nel suo appartamento per danzare ed effettuare cerimonie sacre intorno al letto dove Madame Rosa ha lunghi periodi di catatonia.
Improvvisamente, un giorno cambia tutto nella vita di Momò. Durante uno dei sempre più rari periodi di lucidità dell'anziana donna si presenta a casa un omino di nome Kadir Yoûssef: è appena uscito dal manicomio criminale, dove è stato rinchiuso 12 anni per omicidio, e vuole vedere il figlio che ha affidato a Madame Rosa. Si tratta del padre di Momò, condannato per avere ucciso la madre del ragazzo, una prostituta della quale era protettore. Momò scopre così di avere 14 anni e non 10, come gli ha fatto credere Madame Rosa per timore di perderlo. La donna si oppone al desiderio dell'uomo, il quale ha una crisi cardiaca e muore.
Confuso e irresoluto, Momò torna a trovare Nadine, la quale lo porta a casa propria. Suo marito è un medico, anche lui molto interessato al caso del ragazzino, che però scappa quando vede i due figli della coppia. La situazione di Madame Rosa peggiora ancora, il dottor Katz vorrebbe ricoverarla in ospedale ma la donna ha il timore di finire in un letto come un vegetale, costretta a vivere oltre i limiti fisiologici per volontà della medicina. Assecondando il suo desiderio, Momò dice al dottore che i parenti dell'anziana arriveranno da Israele per portarla via con sé; invece la accompagna nello scantinato del palazzo, dove Madame Rosa ha ricavato un “angolo ebraico”, una poltrona con un candelabro e altri segni di culto. La donna muore qui e Momò rimane in lacrime per tre settimane accanto al corpo dell'anziana finché i vicini, richiamati dall'odore, scoprono i due nello scantinato.

## Critica
Nella storia del Premio Goncourt, questo romanzo costituisce un'eccezione e rappresenta una mistificazione, dal momento che Romain Gary l'aveva già vinto nel 1956 con Le radici del cielo e per regolamento il premio non può essere attribuito due volte allo stesso autore.
All'ottavo scrutinio il romanzo vince il premio con 6 voti contro Un policeman di Didier Decoin (tre voti) e Villa triste di Patrick Modiano (un voto). Un parente di Gary, di nome Paul Pavlovitch, accettò di attribuirsi l'identità dello pseudonimo Émile Ajar, al punto che la verità fu conosciuta solo dopo la morte dell'autore nel 1980, anche se la possibilità che Gary fosse il vero autore era già stata ventilata in precedenza, fin dall'apparizione del romanzo..
La decisione di Romain Gary di scegliersi per l'occasione un nuovo pseudonimo dipendeva dalle critiche alle quali era soggetto: è paradossale che un redattore della rivista Lire arrivasse, dopo la pubblicazione del vincitore del Goncourt, a criticare nel medesimo articolo Romain Gary e a sostenere che Émile Ajar fosse invece un talento.
Il premio non è mai stato revocato, dal momento che non è attribuito a uno scrittore, bensì a un libro.

## Edizioni
- Émile Ajar, La vita davanti a sé, Rizzoli, 1976, SBN RAV0002673.
- Romain Gary, La vita davanti a sé, Neri Pozza, 2009,  p. 214, ISBN 978-88-545-0034-1.
- Romain Gary, La vita davanti a sé, traduzione di Giovanni Bogliolo, illustrazioni di Manuele Fior, Neri Pozza, 2018,  p. 219, ISBN 9788854517509.